# Wood Island, Nunavut
Wood Island är en ö i Kanada.   Den ligger i territoriet Nunavut, i den norra delen av landet, 3 500 km nordväst om huvudstaden Ottawa. Arean är 4,6 kvadratkilometer.
Terrängen på Wood Island är platt. Öns högsta punkt är 83 meter över havet. Den sträcker sig 7,0 kilometer i nord-sydlig riktning, och 1,8 kilometer i öst-västlig riktning.